# 兰底镇
兰底镇原是中国山东省青岛市平度市下辖的一个镇。现已并入南村镇

## 行政区划
兰底镇下辖长生居委会、河北村、河南村、前庄村、张家下泊村、逄家下泊村、申戈庄村、姚丘村、张家营村、万家营村、杨家西埠村、刘家西埠村、马家西埠村、中华埠村、石家南埠村、李家南埠村、杨家南埠村、邵家南埠村、王家官庄村、吴家口村、西庵村、朱家花园村、马家花园村、前双丘村、后双丘村、程家寨子村、万家庄村、大李戈庄村、尹和庄村、大阵村、小阵村、东磨山村、西磨山村、苏韩庄村、杨家庙村、上王戈庄村、蔡家辛庄村、柴家洼村、綦戈庄村、恒顺营村、北李家营村、东辛庄村、西辛庄村、庞戈庄村、榜戈庄村、薛家营村、吕家营村、孙家营村、扭据头村、前丘村、大河岔村、七甲庄村、前三甲村、后三甲村、白河庙村、桑园村、前张家庄村、前王家庄村。